# Cheiracanthium nalsaroverense
Cheiracanthium nalsaroverense là một loài nhện trong họ Miturgidae.
Loài này thuộc chi Cheiracanthium. Cheiracanthium nalsaroverense được miêu tả năm 1973 bởi Patel & Patel.